# Ludwig 1881
Ludwig 1881 è un film del 1993 diretto da Donatello e Fosco Dubini.
Il film ha partecipato a numerosi festival cinematografici internazionali, come al Locarno Festival, all'Internationales Filmfestival Thessaloniki, al Chicago International Film Festival e all'Internationale Hofer Filmtage.
Helmut Berger aveva già interpretato il ruolo di Ludwig II nel 1972 nel film Ludwig di Luchino Visconti.

## Trama
Nell'estate del 1881, il re Ludwig II di Baviera intraprese un viaggio in incognito in Svizzera sul lago dei Quattro Cantoni con l'attore di corte Josef Kainz. Lì si trasferiscono in una villa e fanno gite in barca nei luoghi originali del Guglielmo Tell di Schiller. Lì Kainz dovrebbe rievocare le scene corrispondenti per volontà del re. Ma ben presto Kainz inizia ad interessarsi di più alla bella turista Sara e così manca agli appuntamenti con il re. Ludwig interrompe così il viaggio e pone fine all'amicizia tra lui e Kainz.

## Critica
(Lexikon des internationalen Films.)
(Rolf Breiner su Luzerner Zeitung.)
(Peter Claus su Berliner Zeitung.)
(cinema.de.)
(kino.de.)

## Riconoscimenti
- 1993 - Locarno Festival[4]
  - Nomination Pardo d'oro